# Caenis solida
Caenis solida is een haft uit de familie Caenidae. De wetenschappelijke naam van de soort is voor het eerst geldig gepubliceerd in 2010 door Malzacher.
De soort komt voor in het Afrotropisch gebied.